# Neofit IV (patriarcha Konstantynopola)
Neofit IV, gr. Νεόφυτος Δ΄ – ekumeniczny patriarcha Konstantynopola od 27 listopada 1688 do 7 marca 1689.

## Życiorys
Wcześniej był biskupem Adrianopola.